# Bu-l-Hajlat
Bu-l-Hajlat (ar. بولهيلات, fr. Boulhilat) – miasto w północnej Algierii, w prowincji Batina.